# Maréchal de voïvodie
Pour les articles homonymes, voir Maréchal.
Un maréchal de voïvodie (en polonais : Marszałek Województwa) est, en Pologne, le chef de l'exécutif des voïvodies, élu par l'assemblée régionale (diétine). Il est également le président du Comité exécutif de la province. Son adjoint est appelé le vice-maréchal.
Ce poste a été créé le 1er janvier 1999, à la suite de la réforme administrative de 1998.
Il ne faut pas le confondre avec le voïvode (nommé par le gouvernement) ou le président sans pouvoir exécutif de la diétine, l'assemblée régionale.